# Esquilijnse Venus
De Esquilijnse Venus is een marmeren beeld uit de tijd van Claudius. Het is iets kleiner dan levensgroot (1,5 m) en wordt tentoongesteld in de Capitolijnse Musea in Rome.

## Herkomst
De Esquilijnse Venus is in 1874 gevonden op het Piazza Dante op de Esquilijn. Vermoedelijk lagen hier vroeger de Horti Lamiani, een van de keizerlijke tuinen van het oude Rome. In de zestiende en zeventiende eeuw waren hier al veel beelden opgegraven. De Esquilijnse Venus kwam samen met Commodus als Hercules aan het licht tijdens de grote werkzaamheden die werden uitgevoerd toen Rome in 1871 hoofdstad van Italië werd. Het beeld kwam daarna snel in de collectie van de Capitolijnse Musea terecht.

## Voorstelling
De Esquilijnse Venus is een eclectisch werk uit de neo-Attische school van Pasiteles. De invloed van de vrouwelijk naakten van Praxiteles is onmiskenbaar, maar het gezicht, de gespierde torso en de kleine, hoge borsten gaan eerder terug op de strenge stijl uit de vijfde eeuw voor Chr., terwijl de samengedrukte dijen juist op de Hellenistische kunst wijzen. Waarschijnlijk gaat het beeld in Rome, samen met een versie uit het Louvre , terug op een bronzen origineel dat verloren is gegaan.
Het standbeeld is zonder armen gevonden. Verschillende kunstenaars hebben geprobeerd een reconstructie te maken. Het bekendste voorbeeld hiervan is waarschijnlijk Diadumene van Edward Poynter. Op dit schilderij bindt Venus het haar vast met een lint voordat ze een bad neemt. Poynter ging ervan uit dat dit de oorspronkelijke pose was, omdat op het hoofd van Venus nog de resten van enkele vingers van de linkerhand zijn waar te nemen.

## Identificatie
Hoewel de naam anders doet vermoeden, staat niet vast dat het beeld Venus uitbeeldt. Het zou ook kunnen gaan om een badende vrouw of een vrouwelijke versie van de Diadeemdrager (waar Poynter van uitging). Een aantal kenmerken van het beeld verwijst echter naar Egypte: het krullende haar, het gewaad dat over de vaas hangt en de slang op de vaas, een machtssymbool van de farao. Het beeld zou een voorstelling kunnen zijn van Isis, die soms samensmolt met Venus, of zelfs van Cleopatra. In de tempel van Venus die Julius Caesar had laten oprichten, stond een gouden beeld van Cleopatra. Mogelijk is de Esquilijnse Venus daar een kopie van. De theorie dat het beeld Cleopatra voorstelt, voor het eerst voorgesteld door Licinio Glori in 1955, is echter omstreden.

## Afbeeldingen

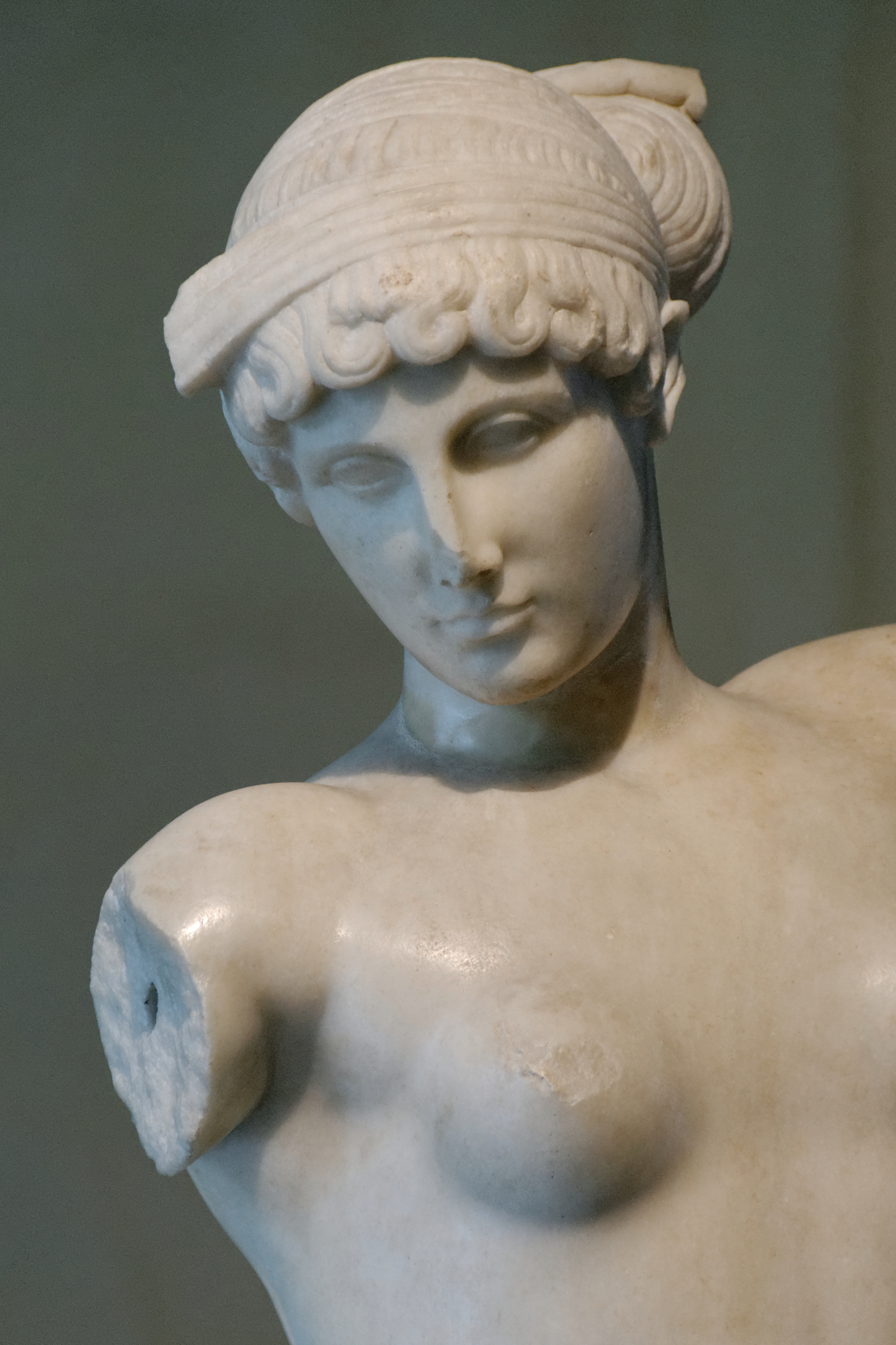
detail
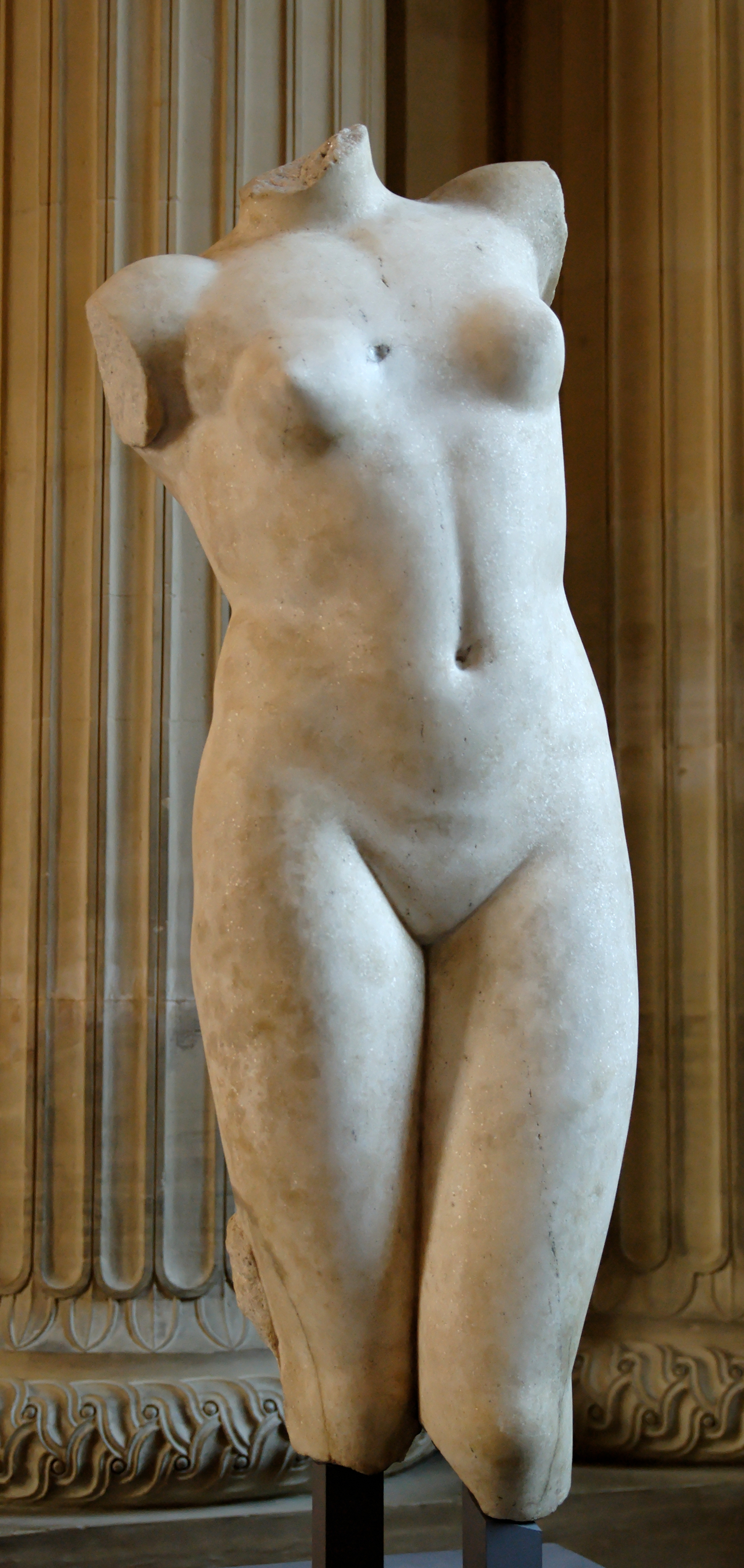
versie in het Louvre
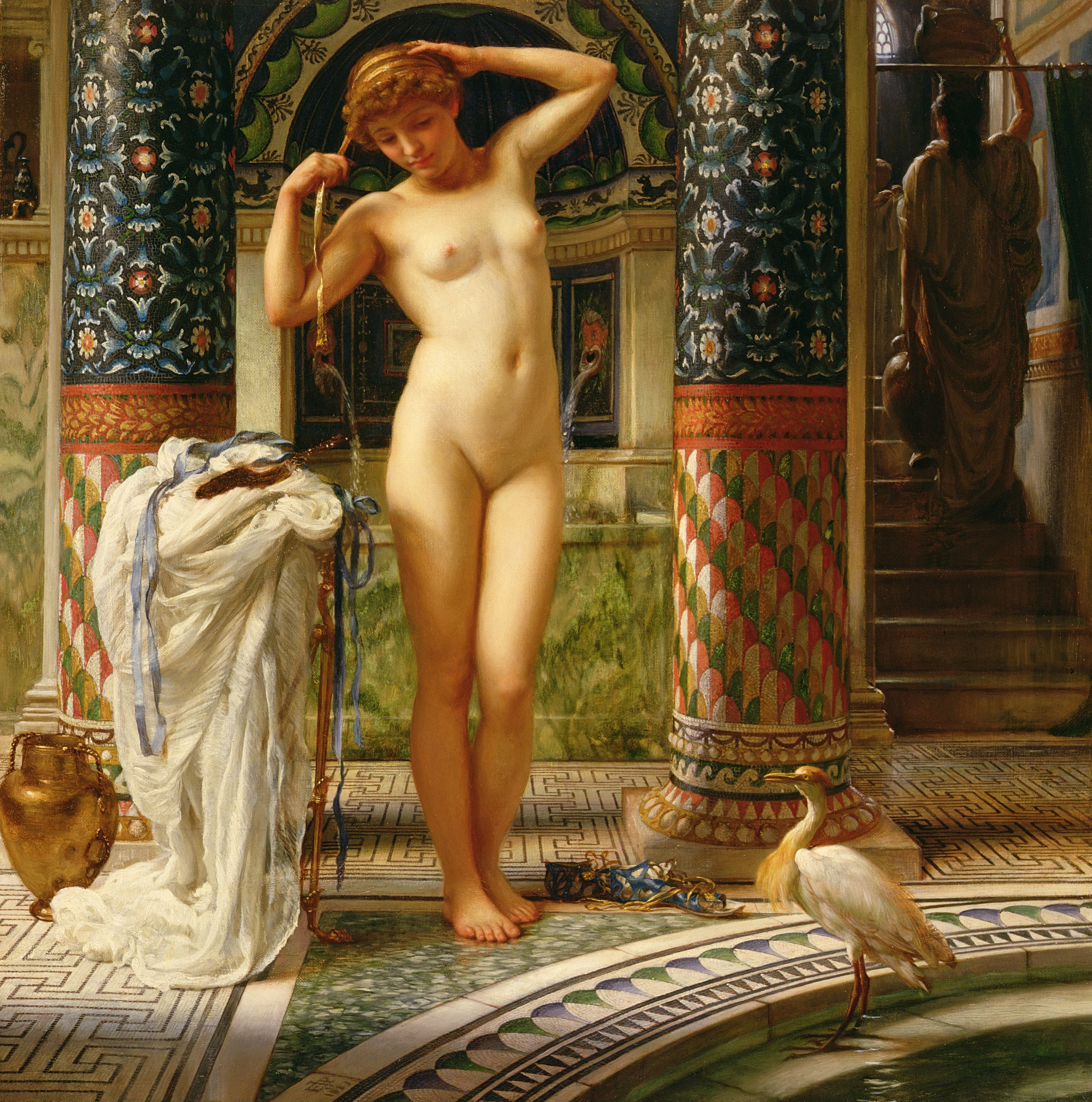
Diadumene - Edward Poynter (1884)